# Syros
Syros (Græsk: Σύρος), eller Siros eller Syra er en græsk ø i Kykladerne i Det Ægæiske Hav. Den ligger 144 km syd-øst for Athen.  Øen, der har ca. 35.000 beboere, er opdelt i kommunerne Ermoupoli, Ano Syros og Poseidonia. Ermoupoli (Hermes by) er hovedstad både for øen og for Kykladerne. Den har lufthavn, hospital, kaserne og fængsel. Byen har altid været en vigtig havneby og i det 19. århundrede var den vigtigere end Piræus. Med teater, fint rådhus, skibsværft og livlig handel og produktion.
Andre byer på øen er Kini, Gallissas, Finikas, Poisidonia, Megas Gialos, Vari og Azolimnos.
Den Nordlige bjergrige del Apano Meria er tyndt befolket.
- Wikimedia Commons har flere filer relateret til Syros

37°27′N 24°54′Ø / 37.45°N 24.9°Ø